# 光のロック
「光のロック」（ひかりのロック）は、サンボマスターが2007年12月12日にリリースした11枚目のシングル。

## 概要
通常盤・期間生産限定盤・初回生産限定盤の三形態で発売された。MVは、安めぐみがボーカル・ギターの山口隆と同じ衣装・山口所有のギターを持ち歌う場面があり、メンバーと交互に映り登場している。

## 収録曲
全曲　作詞・作曲：山口隆
1. 光のロック
映画『劇場版BLEACH The DiamondDust Rebellion もう一つの氷輪丸』主題歌
2. 光のロック（Instrumental）

DVD（期間生産限定盤）
1. 「光のロック」ミュージック・ビデオ

DVD（初回生産限定盤）
1. 「光のロック」ミュージック・ビデオ
2. 「第2弾 劇場版BLEACH」予告編映像